# Castillo Mier y Pesado

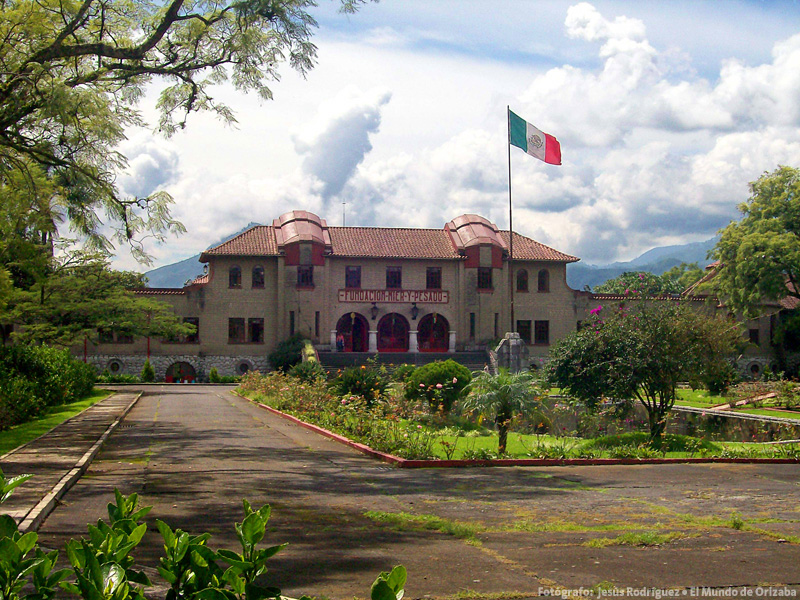
Castillo Mier y Pesado mit Parkanlage

Castillo Mier y Pesado ist ein Gebäude mit Parkanlage an der Avenida Oriente 6 in Orizaba, Mexiko, das nach dem Vorbild des Windsor Castle errichtet wurde.

## Geschichte
Der Name des Gebäudekomplexes geht auf die Eheleute Antonio de Mier y Celis (1834–1899) und Isabel Pesado de la Llave (1832–1912) zurück. Der einer Millionärsfamilie entstammende Antonio de Mier war mexikanischer Diplomat und viele Jahre Botschafter  in Paris. Isabel Pesado war die in der Stadt Orizaba geborene Tochter des mexikanischen Politikers José Joaquín Pesado.
Nach dem Ableben von Isabel Pesado de Mier wurde ihre Schwester Trinidad Pesado de Rubín als Testamentsvollstreckerin eingesetzt und gründete am 2. Juli 1917 auf den im Nachlass geäußerten Wunsch von Doña Isabel die Fundación Mier y Pesado. Diese befindet sich seit Fertigstellung 1944 im seit 1936 errichteten Castillo Mier y Pesado. 
Im Castillo sind zwei Schulen (das „Instituto Mier y Pesado para niñas“ für Mädchen und die „Escuela Mier y Pesado para niños“ für Jungs) sowie zwei Unterkünfte für ältere Menschen (das „Casa de Salud Mier y Pesado“ und das „Casa Hogar Mier y Pesado“) untergebracht.
Neuerdings gibt es allerdings Bestrebungen, das Castillo mit seinen Sozialeinrichtungen in ein Einkaufszentrum des US-Giganten Walmart umzuwandeln. Diese Pläne stoßen bei vielen Bürgern in Orizaba auf Ablehnung: „Notfalls werden wir das Haus mit Steinen verteidigen.“